# DSL

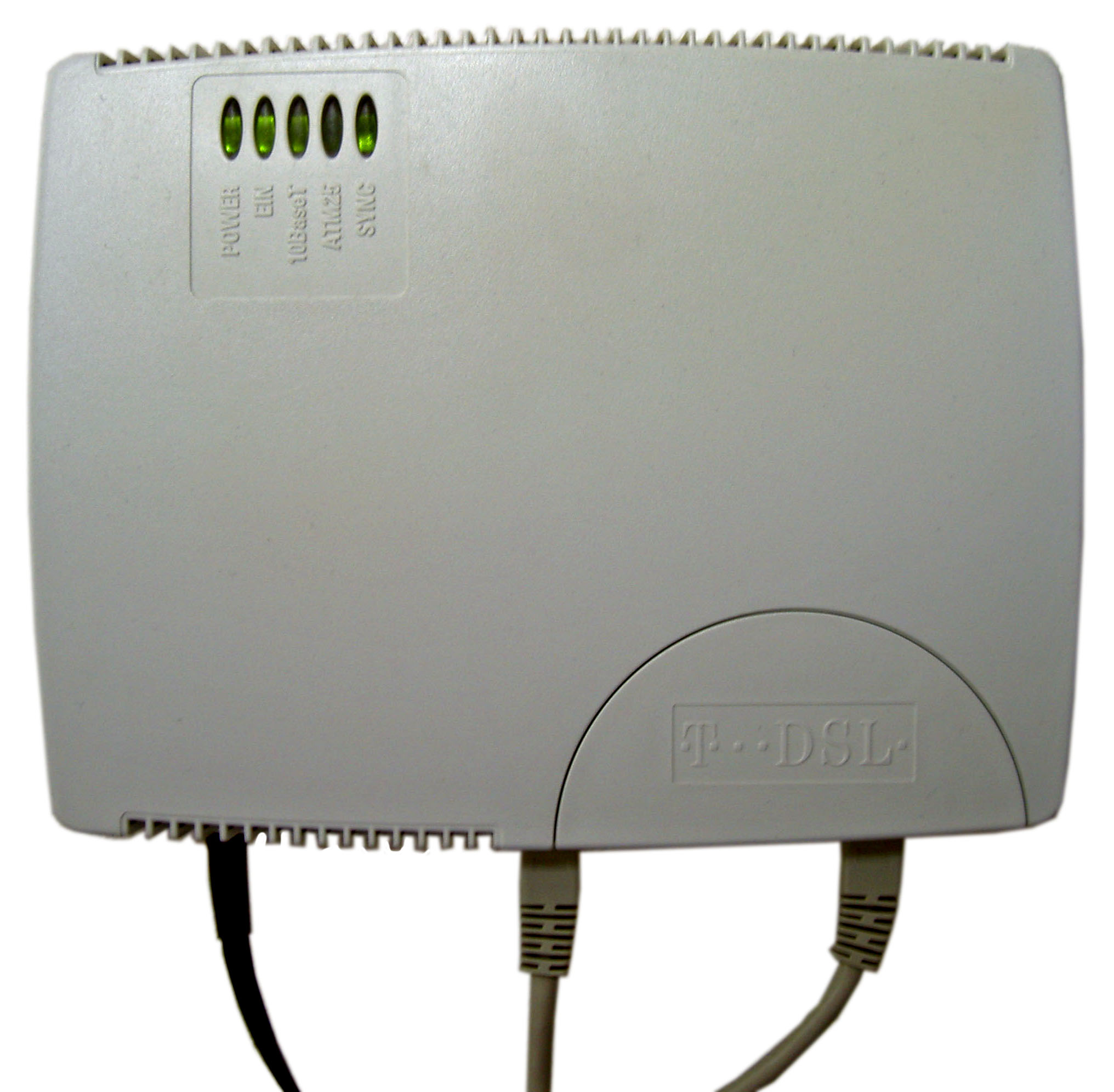
Een ADSL-modem

DSL of digital subscriber line is een digitale datacommunicatietechniek die een relatief hoge datasnelheid mogelijk maakt over een twisted-pair-koperdraadverbinding. In het algemeen wordt voor deze verbinding een normale telefoonkabel gebruikt, die van de telefoon(wijk)centrale naar de gebruiker loopt.

## Varianten
DSL bestaat in twee varianten:
- Asymmetrisch (ADSL, ADSL2), waar de zendsnelheid niet gelijk is aan de ontvangstsnelheid. Deze wordt vaak gebruikt voor breedbandinternet.
- Symmetrisch (SDSL), waar de zend- en ontvangstsnelheid gelijk zijn. Deze wordt behalve voor breedbandig internet ook vaak gebruikt voor bedrijfsnetwerken. In dat geval wordt een SDSL-verbinding gemaakt vanaf de bedrijfsvestigingen naar de wijkcentrales, waar dan via het ATM-netwerk van een internetprovider speciaal voor dat bedrijf een virtueel netwerk wordt opgezet.

De nieuwere variant, VDSL, kan zowel in symmetrische als in asymmetrische modus gebruikt worden, evenals de nieuwste DSL-variant, VDSL2. Deze technologie laat veel hogere doorvoersnelheden toe. Ook is de maximale afstand tot de centrale vergroot.
De term "xDSL" is de verzamelnaam voor diverse DSL-oplossingen zoals ADSL en SDSL.

## Apparatuur
Aan de kant van de klant is een DSL-modem nodig. Deze modem moet de juiste technologie ondersteunen die geactiveerd is op de lijn. Een splitter is in de meeste gevallen niet meer nodig, omdat analoge telefonie in de basisband vrijwel niet meer voorkomt. Alleen voor alarminstallaties en noodtelefoons in liften wordt deze techniek nog gebruikt, maar daar zit dan meestal geen DSL-verbinding op dezelfde lijn.
Aan de kant van de provider van de lijn wordt een DSLAM voorzien.

## DSL-technologieën
- IDSL: gebaseerd op de ISDN-technologie, datasnelheid is iets groter dan tweekanaals-ISDN
- HDSL: de eerste DSL-technologie die gebruikmaakt van hogere frequenties op koperen twisted-pairkabels
- HDSL2: een verbeterde versie van HDSL
- ADSL: snelheid in de ene richting is groter dan in de andere
- ADSL2: een verbeterde versie van ADSL
- ADSL2+: een versie van ADSL2 die de datasnelheid verdubbelt door het spectrum te verdubbelen
- SDSL / SHDSL: een even grote snelheid voor upload en download
- RADSL: ontworpen om het bereik en ruistolerantie te vergroten
- VDSL
- VDSL2: een verbeterde versie van VDSL

## Transmissiemethoden
Transmissiemethoden variëren per markt, regio, medium en apparatuur.
- 2B1Q: Two-binary, one-quaternary, gebruikt voor IDSL en HDSL
- CAP: Carrierless Amplitude Phase Modulation - afgeschreven in 1996 voor ADSL, gebruikt voor HDSL
- DMT: Discrete multitone modulation, de meest gebruikte soort, ook gekend als OFDM (Orthogonal frequency-division multiplexing)